# Kitsumkalum Park
Kitsumkalum Park är en park i Kanada.   Den ligger i provinsen British Columbia, i den sydvästra delen av landet, 3 800 km väster om huvudstaden Ottawa. Kitsumkalum Park ligger 162 meter över havet. Den ligger vid sjöarna  Kitsumkalum Lake och Redsand Lake.
Terrängen runt Kitsumkalum Park är huvudsakligen bergig, men den allra närmaste omgivningen är kuperad. Kitsumkalum Park ligger nere i en dal. Trakten runt Kitsumkalum Park är nära nog obefolkad, med mindre än två invånare per kvadratkilometer..
I omgivningarna runt Kitsumkalum Park växer i huvudsak barrskog.